# تحالف وادي جوبا
تحالف وادي جوبا (بالصومالية: Isbahaysiga Dooxada Jubba)‏ إحدى فصائل الحرب الأهلية الصومالية، كان الخصم الأساسي للحركة الوطنية الصومالية (SPM) ومجلس المصالحة والإصلاح الصومالي (SRRC) بسبب النزاع من أجل السيطرة على كيسمايو ووادي نهر جوبا المعروفة حاليا باسم جوبالاند.
بعد انهيار الحكومة المركزية مع بداية الحرب الأهلية الصومالية أعلن الجنرال محمد سعيد حرسي "مورغان" استقلال جوبالاند في 3 سبتمبر 1998.
وعارض الجنرال "مورغان" جماعات تنتمي إلى قبائل مريحان وأوغادين وورسنجلي، جمعتهم الجبهة الوطنية الصومالية وبعد انضمام آخرين لهم تجمعو تحت اسم القوات الصومالية المتحالفة (ASF)، ونجحوا في السيطرة على كيسمايو بعد طرد الجنرال "مورغان" منها في يونيو 1999.
واعتمدت قيادة القوات الصومالية المتحالفة اسم تحالف وادي جوبا شعارا لهم في يونيو 2001، وتخلت عن دعم الحكومة الفيدرالية الانتقالية (TFG). وقاد العقيد بري آدم شري هيرالي الذي عُين فيما بعد وزيرا للدفاع في الحكومة الاتحادية الانتقالية قوات تحالف جوبا، في حين قاد العقيد عبد الله شيخ إسماعيل فرتاج الجناح العسكري.
في 18 يونيو 2001 قرر مجلس عشائري من قادة تحالف وادي جوبا مكون من 11 عضوًا التحالف مع الحكومة الفيدرالية الانتقالية.
في 6 أغسطس 2001 وبعد 10 أيام من معارك عنيفة خاضتها قوات تحالف وادي جوبا بقوة قوامها 40 عربة مدرعة و 1000 مقاتل استولى التحالف على بلدة جلب وطرد مجلس المصالحة والإصلاح منها.
في عام 2002 خاضت قوات تحالف وادي جوبا معارك طاحنة مع مجلس المصالحة والإصلاح الصومالي (SRRC) ، الذي عارض الحكومة الاتحادية الانتقالية، وأسفرت المعارك عن تهجير 6000 نازح من بولو حواء، وفي عام 2003 كان يعيش في كيسمايو 15000 نازح داخلياً، وتسببت المعارك في جميع أنحاء جنوب ووسط الصومال بارتفاع عدد النازحين إلى 86000 نازح بحلول عام 2004. و شكلت الألغام الأرضية مشكلة بقي تأثيرها في المنطقة بعد أن خلفتها المعارك بين تحالف وادي جوبا و مجلس المصالحة والإصلاح.

## الحرب في الصومال
خسر تحالف وادي جوبا مدينة كيسمايو الساحلية الاستراتيجية في سبتمبر 2006 بعد سيطرة قوات اتحاد المحاكم الإسلامية عليها بقوات ضمت 130 عربة مدرعة، ولاحقت قوات المحاكم فلول التحالف، حتى طردهم من على وادي جوبا بأكمله في أكتوبر 2006
في 23 سبتمبر اقتربت قوات اتحاد المحاكم الإسلامية بقيادة الشيخ حسن عبد الله حرسي (تركي) من جلب في طريقها إلى كيسمايو، وانسحبت قوات تحالف وادي جوبا من البلدة دون قتال، بعد سقوط مدينة كيسمايو في 24 سبتمبر وعدت قوات المحاكم بحفظ الأمن وبسط السلام وذلك بعد قيام مسلحين إسلاميين بتفريق مظاهرة مناهضة للإسلاميين بإطلاق النار، مما أسفر عن مقتل ثلاث مراهقين. في 3 أكتوبر واصلت قوات المحاكم تقدمها نحو الجنوب وسيطرت على أفمدو. وتلتها ساكو التي التي سقطت بيد قوات المحاكم في 25-28 أكتوبر بعد هزيمة قوات تحالف وادي جوبا. في 13 ديسمبر سيطرت قوات المحاكم على سلجلي. وسعت قوات المحاكم للسيطرة على مدينة بارطيري بمحافظة جدو آخر معاقل وادي جوبا، إلا أن سكان هذه المناطق رفضوا الاستسلام، ومع استعصاء هذه الجبهة على قوات المحاكم استطاعت الأطراف المختلفة، المحاكم الإسلامية وتحالف وادي جوبا، وقوات الحكومة الاتحادية إعادة تجميع قواها وتأسيس تحالفات جديدة.
بعد معركة بيدوا (20-26 ديسمبر) تمكنت قوات تحالف وادي جوبا من تعزيز سيطرتها على وادي جوبا، في 27 ديسمبر تخلت قوات المحاكم الإسلامية عن مواقعها في وادي جوبا في سلّجلي وساكو، شمال بؤالي.
سحبت المحاكم الإسلامية قواتها من كيسمايو نحو مقديشو مع تقدم قوات الحكومة الفيدرالية نحو بؤالي قادمة من دينسور، في الوقت الذي اتسم الوضع في باقي مناطق جوبا السفلى والوسطى بالهدوء. وما إن وصلت قوات اتحاد المحاكم الإسلامية من كيسمايو إلى مقديشو حتى عكست اتجاهها، وعادت إلى كيسمايو، بعد أن مُنيت بهزيمة ساحقة في معركة جلب شمال المدينة، وفي 1 يناير 2007 سقطت كيسمايو في أيدي قوات الحكومة الاتحادية الانتقالية والقوات الإثيوبية دون قتال.
بعد نجاح قوات الحكومة الفيدرالية الانتقالية في القضاء على اتحاد المحاكم الإسلامية، اندمجت قوات اتحاد وادي جوبا بشكل تلقائي في القوات المسلحة.